# Višnjićevo
Višnjićevo (en serbe cyrillique : Вишњићево) est une localité de Serbie située dans la province autonome de Voïvodine. Elle fait partie de la municipalité de Šid dans le district de Syrmie (Srem). Au recensement de 2011, elle comptait 1 683 habitants.
Višnjićevo, officiellement classé parmi les villages de Serbie, est une communauté locale, c'est-à-dire une subdivision administrative, de la municipalité de Šid.

## Géographie

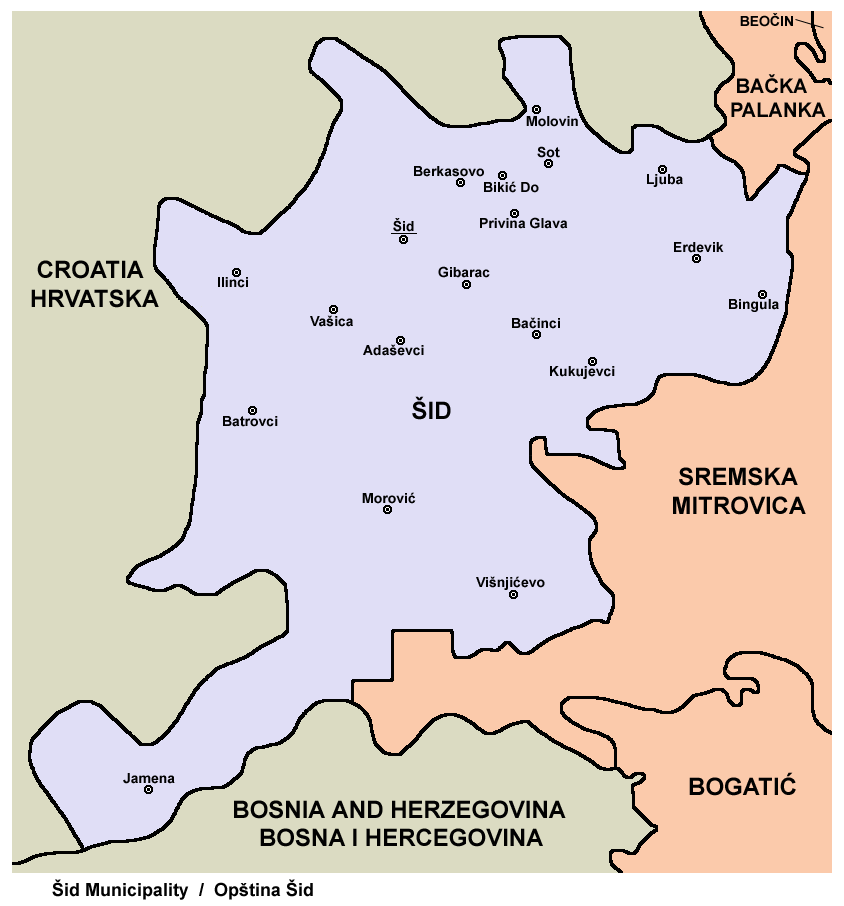
Localisation de Višnjićevo dans la municipalité de Šid

Višnjićevo se trouve dans la région de Syrmie, sur la rive droite du Bosut, un affluent gauche de la Save.

## Histoire
Višnjićevo est mentionné sous le nom de Grk en 1275 ; une école serbe y a ouvert ses portes en 1756. Le village a été rebaptisé en 1935 et son nom actuel est un hommage au poète épique et joueur de gusle Filip Višnjić (1767-1834), qui y a vécu une vingtaine d'années et qui y est mort et enterré ; son tombeau, qui date de 1878, est inscrit sur la liste des sites mémoriels de grande importance de la république de Serbie

## Démographie

### Évolution historique de la population
| 1948  | 1953  | 1961  | 1971  | 1981  | 1991  | 2002  | 2011  |
| ----- | ----- | ----- | ----- | ----- | ----- | ----- | ----- |
| 1 971 | 2 111 | 2 169 | 2 318 | 2 030 | 1 963 | 1 899 | 1 683 |

|  |

### Données de 2002
Pyramide des âges (2002)
En 2002, l'âge moyen de la population était de 37,7 ans pour les hommes et 40,3 ans pour les femmes.
Répartition de la population par nationalités (2002)
En 2002, les Serbes représentaient 93,4 % de la population ; le village abritait notamment une minorité slovaque (2,7 %).

### Données de 2011
En 2011, l'âge moyen de la population était de 41 ans, 39,7 ans pour les hommes et 42,4 ans pour les femmes.

## Sport
Le village possède un club de football, le FK Hajduk Višnjićevo, fondé en 1925.